# Grodnica (województwo wielkopolskie)
Grodnica – wieś w Polsce położona w województwie wielkopolskim, w powiecie gostyńskim, w gminie Borek Wielkopolski.

## Historia
Wieś ma metrykę średniowieczną i pierwotnie związana była z Wielkopolską. Istnieje co najmniej od połowy XIII wieku. Wymieniona została w łacińskim dokumentach z lat 1246-1247 pod nazwą „Grodnicza”, 1484 „Grudznicza”, 1510 „Grodzina”, 1511 „Grodnycza”, 1581 „Grodnica”.
Nazwa wsi wywodzi się od istniejącego tu już we wczesnym średniowieczu (prawdopodobnie około VI wieku) grodu granicznego, co potwierdzają znaleziska takie jak przedmioty z brązu, bransolety, naramienniki oraz siekierka. W kolejnych wiekach gród popadał w ruinę, a jego odbudowę podjął dopiero Henryk III głogowski w końcu XIII wieku.
Początkowo miejscowość była majętnością rycerską należącą do lokalnej szlachty wielkopolskiej od 1246 stała się własnością biskupstwa poznańskiego i wchodziła w majętności klucza dolskiego. W 1530 wieś leżała w powiecie kościańskim Korony Królestwa Polskiego. W 1510 należała do parafii Strzelce Wielkie.
Pierwszy zachowany zapis pochodzi z 1246, z dokumentu wydanego przez kancelarię księcia wielkopolskiego Przemysła I oraz księcia Bolesława Pobożnego, którzy poświadczyli, że Bogufał II biskup poznański kupił od Jana syna zmarłego Dasza oraz od Janka bratanka tegoż Jana, syna zmarłego Marcina, wieś Grodnicę za 16 grzywien srebra. Rycerze, synowie zmarłego komesa Dalberta sprzeciwili się przed książętami tej sprzedaży, twierdząc że są dziedzicami wspomnianej wsi ale ich zapowiedzieli zapłatę za nią do pewnego terminu; kiedy jednak nie zapłacili w terminie, ich sprzeciw uznano za nieskuteczny, a posiadacze wsi uzyskali pełne prawo jej sprzedaży biskupowi poznańskiemu, który wypłacił sprzedawcom pieniądze w obecności książąt. Biskup przyznał wsi prawa  czynszowe. W 1258 (wg. kopii z XV wieku) biskup poznański Boguchwał  II kupił od Iwana dziedzica Ostrowieczna źreb Mokowo przyległy do wsi biskupiej Grodnica za 5 grzywien srebra oraz za krowę. Został on później włączony w obręb wsi
Pod koniec XV wieku na terenie Grodnicy założono folwark biskupi. W 1484 odnotowano Jana z Grodnicy mieszczanina poznańskiego. W 1510 we wsi pobierano dla biskupa poznańskiego dziesięcinę w postaci wiardunku oraz stołowe dla plebana w Strzelcach.
Miejscowość odnotowano również w historycznych rejestrach poborowych. W 1510 we wsi było 2,5 łana osiadłego i 5,5 łana opuszczonego. Kmieć Maciej Masiernik z Grodnicy zapłacił 4 grzywny czynszu dla altarii kościoła parafialnego w Gostyniu. W 1564 wieś należała do wsi klucza dolskiego. Było w niej 5,5 łana, w tym 4 łany osiadłe, a z każdego z nich płacono co roku czynsz w wysokości jednej grzywny i 8 groszy oraz w naturze 2 koguty i 15 jaj. Sołtysem był szlachcic Jeżewski, który miał jeden łan, a pół łana uprawiał szlachcic Grabowski, który nic nie płacił, „ale jeździ na prawo, kiedy mu rozkażą”. We wsi były także role opuszczone., których liczba była nieznana bo zarosły krzewami. Łąki sbyły koszone przez Grabowskiego z tytułu posług, jakie spełniał dla biskupstwa. W 1530 zapłacono podatki z jednego łana, a w 1563 z 4 łanów, sołtys Jeżewski nic nie płacił. W 1571 zapłacono podatki z 4 łanów. W 1580 z 3 łanów oraz od jednego komornika. W 1581 miał miejsce pobót z 3 łanów oraz od jednego komornika z bydłem.
W 1511 szlachcic Wojciech Lipowski dziedzic z Ostrowieczna zeznał, że przed 3 laty zmarł Maciej Lipowski brat Klemensa, służąc u Doroty Brzeźnickiej (z Brzeźnicy k. Dolska) zakupił jeden łan sołectwa w Grodnicy. Kmieć grodnicki natomiast zeznał, że wspomniany łan sołecki, który zakupiła dla zmarłego Macieja wspomniana Dorota, uprawiali kmiecie z Roszkowa, poddani tejże Doroty. W latach 1563-1564 odnotowano Jeżewskiego sołtysa we wsi. W 1595 Łukasz Kościelecki biskup poznański nadał swemu krewnemu Janowi Kościeleckiemu sołectwo w Grodnicy z dawna liczące jeden łan roli i od wielu lat zaniedbane, z zabudowaniami w ruinie.
W 1511 odnotowano drogę biegnącą z Grodnicy do Mszczyczyna, kopiec narożny zwany „Koniewy” dzielacy wsie: Grodnia, Wycisłowo, Koszkowo i Mszczyczyn. W 1542 przy podziale wsi Mszczyczyn i Gajewo wymieniono przy granicy tych wsi także Grodnicę jako „granica Grotniczka, Grodniczka” oraz lasy za rzeką Obrą, strużkę uchodzącą do Obry i wielką łąkę za lasem.
Do czasu rozbiorów leżała w Rzeczypospolitej Obojga Narodów. Wskutek II rozbioru Polski w 1793, miejscowość przeszła pod władanie Prus i jak cała Wielkopolska znalazła się w zaborze pruskim. Od początku XVIII wieku na tych ziemiach rezydował dzierżawca. Proces uwłaszczenia chłopów przeprowadzono w roku 1830, tworząc wówczas pięć gospodarstw. Mimo to, folwark nadal pozostał pod kontrolą biskupa, który nadal go wydzierżawiał. W okresie Wielkiego Księstwa Poznańskiego (1815-1848) miejscowość należała do wsi mniejszych w ówczesnym pruskim powiecie Kröben (krobskim) w rejencji poznańskiej. Grodnica należała do okręgu gostyńskiego tego powiatu i stanowiła odrębny majątek, którego właścicielem była wówczas (1846) poznańska kuria biskupia. Według spisu urzędowego z 1837 roku wieś liczyła 86 mieszkańców, którzy zamieszkiwali 12 dymów (domostw). W latach 1975–1998 miejscowość administracyjnie należała do województwa leszczyńskiego.